# 林汉雄
林汉雄（1929年—），湖北黄冈人，中华人民共和国政治人物，曾任中华人民共和国建设部部长。林育英之子、林彪之堂侄。

## 生平
林汉雄幼年随母涂俊民入狱，1935年获释，被送往延安。1942年，进入延安自然科学院学习。1948年，作为“4821”成员公派苏联留学，毕业于苏联莫斯科动力学院水电站专业。1954年归国，担任水利电力部机电安装公司总工程师、西北电力指挥部指挥等。1971年，担任葛洲坝工程指挥部任参谋长，同年林彪九一三事件后受牵连被关押。文革期间还卷入了4821苏修特务案。1975年获释，次年调任国家科委。1984年，起用为国务院农村能源领导小组成员兼办公室主任；同年出任国家建材局局长。1988年4月，任命为建设部部长，1991年3月离任。据人民日报1991年3月2日的报道：在七届全国人大常委会第18次会议上，根据国务院总理李鹏的提议，鉴于林汉雄犯有违反纪律的错误，免去林汉雄的建设部部长职务。